# Serie 1200 de CP

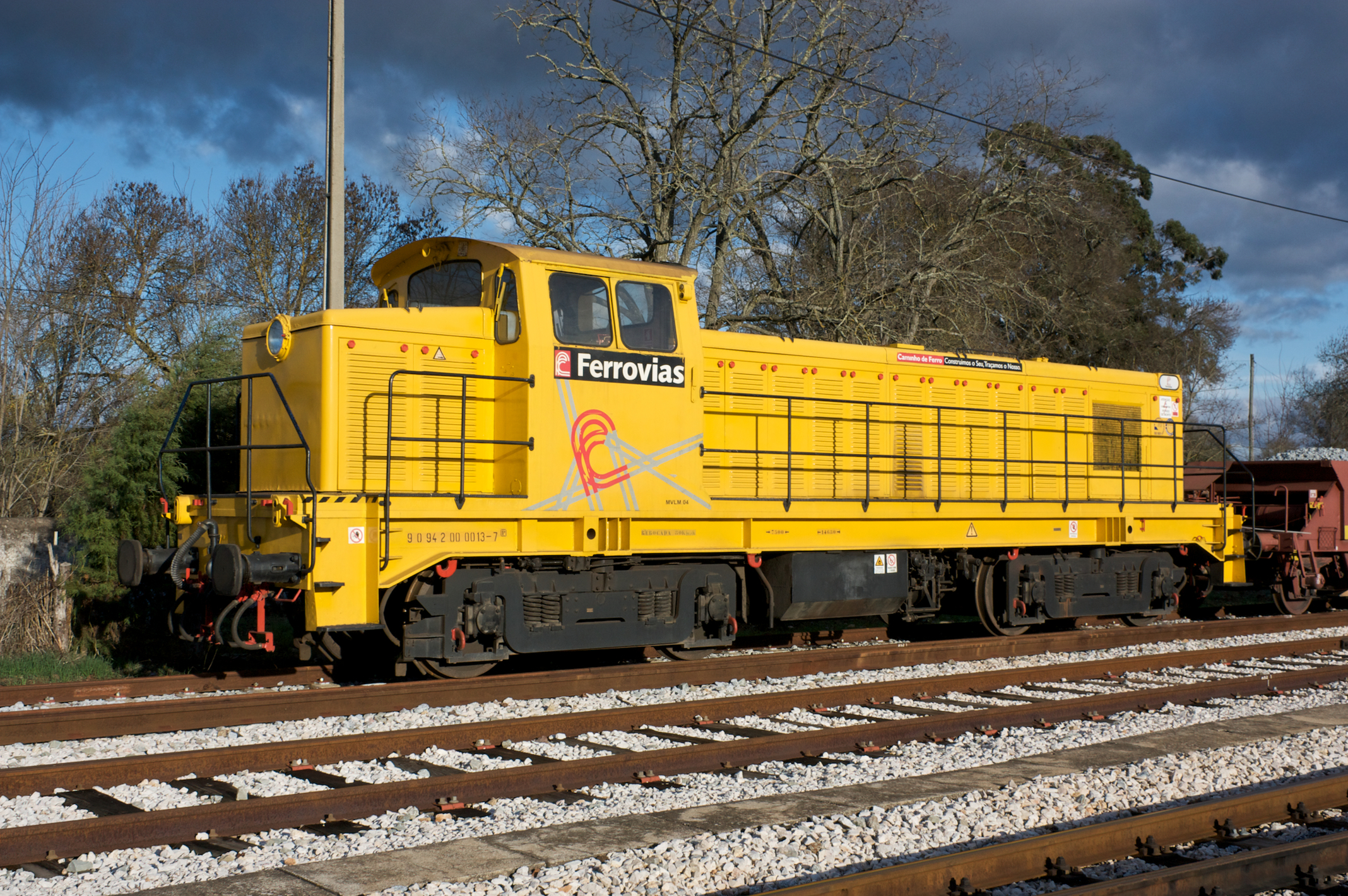
Locomotora MVLM 04 de la operadora Ferrovias, que antes ostentaba la numeración 1204 de Caminhos de Ferro Portugueses.

La Serie 1200, también conocida como Brissonneau, Flausina, o Máquina de Costura, fue un tipo de locomotora de tracción diesel-eléctrica, utilizada por la operadora ferroviaria Comboios de Portugal y vendida a la empresa de construcción Ferrovias.

## Historia

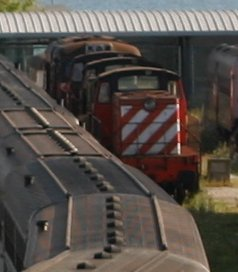
Locomotoras de la Serie 1200, con el esquema de colores naranja, castaño y blanco de la compañía de Caminhos de Ferro Portugueses, aparcadas en el Depósito de Barreiro.

A mediados del siglo XX, la compañía de Caminhos de Ferro Portugueses intentó aumentar su parque de locomotoras de tracción diesel-eléctrica, con el fin de sustituir la flota de material motor en el Sur de Portugal, hasta esa fecha constituida esencialmente por locomotoras de vapor; debido a su experiencia con material motor diesel-eléctrico de origen norteamericana, decidió adquirir varias locomotoras de media potencia, apropiada para servicios regionales y de maniobras. Su elección recayó sobre el modelo 040 DE de la constructora francesa Brissonneau & Lotz, con motorización de la Société Alsacienne de Constructions Mécaniques, ya utilizadas en larga escala por las operadora francesa Société Nationale des Chemins de Fer Français, con la denominación de BB 63000, y la española Renfe Operadora, con la Serie 307.
Las primeras 15 locomotoras fueron montadas totalmente en las instalaciones de la compañía Sociedades Reunidas de Fabricações Metálicas, bajo licencia del constructor francés Brissonneau & Lotz, en 1961, con los números de origen 0210 a 0224, alterados por la operadora portuguesa de 1201 a 1215. Algunos años después, esta compañía encomendó diez unidades más, entregadas en 1961, cuya denominación de fábrica, de 334 a 343, fue, igualmente, sustituida por los números 1216 a 1225, totalizando 25 unidades. No obstante, en 2001, solo restaban 12 en servicio, habiendo sufrido averías o accidentes graves las restantes.
Fueron pintadas en origen con un esquema oficial de colores azul con una línea blanca en la parte superior, y una zona roja entre los parachoques, siendo las primeras locomotoras de la compañía de Caminhos de Ferro Portugueses que recibieron esta decoración; adoptaron, posteriormente, el nuevo esquema de la operadora, con los colores naranja, blanco y castaño. La locomotora número 1204 recibió, nuevamente, su esquema original, para su futura preservación en el Museo Nacional Ferroviario.
A pesar de su reducida potencia y velocidad máxima eran más propicias para servicios de maniobras que de línea, pero, desde el inicio de su actividad, fueron utilizadas en ambos tipos de operaciones, asegurado servicios Regionales entre Entroncamento y Abrantes, y Elvas y Badajoz, en la Línea del Este, entre Barreiro y Casa Branca, en la Línea del Alentejo, entre Barreiro y Funcheira, en la Línea del Sur, y en toda la Línea del Algarve; también remolcaron composiciones suburbanas en la Margen Sur del Tajo, entre Barreiro, Setúbal, y Praias-Sado, y aseguraron, temporalmente, los servicios regionales y de otros tipos durante las obras de electrificación del trozo entre las Estaciones de Vila Nova de Gaia y Porto-Campanhã. Fueron, igualmente, utilizadas en maniobras en las Estaciones de Santa Apolónia, Rossio y Campolide.

## Ficha técnica

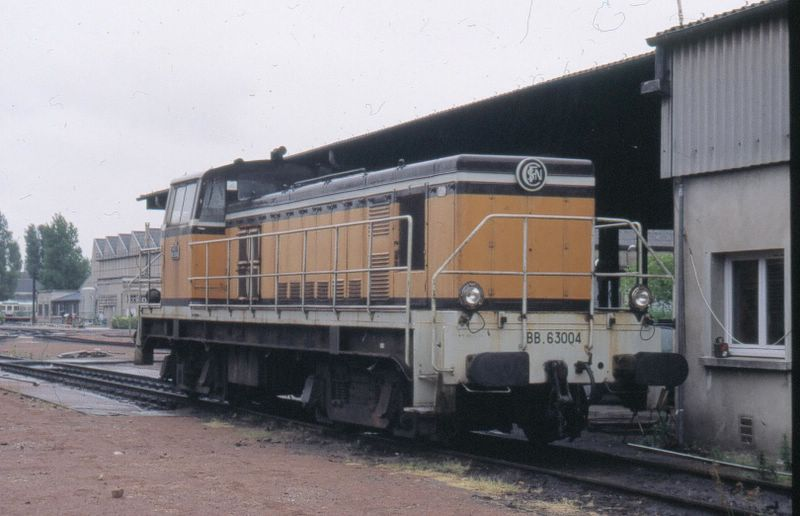
Una locomotora de la Serie BB 63000 de la transportista francesa Société Nationale des Chemins de Fer Français, en la Estación de Saint-Pierre-des-Corps.

### Informaciones diversas
- Año de entrada en servicio: 1961 / 1964[2]
- Tipo de transmisión: Eléctrica
- Tipo de tracción: Diesel-eléctrica[4]
- Naturaleza de servicio: Línea y Maniobras[4]
- Ancho de vía: 1668 mm[2]
- Licencia de construcción: Brissonneau & Lotz[2]
- Nº de unidades construidas: 25[4]

### Partes mecánicas
- Fabricante: Sociedades Reunidas de Fabricações Metálicas[4]

### Sistemas de trabajo
- Fabricante: Freins-Jourdain-Monneret

### Características generales
- Tipo de locomotora (constructor): 040 DE
- Potencia nominal (ruedas): 600 Cv / 442 kW[4]
- Disposición de los ejes: Bo' Bo'[3]
- Diámetro de ruedas (nuevas): 1100 mm
- Número de cabinas de conducción: 1 (Comando izquierda-derecha)
- Transmisión (fabricante): Brissonneau & Lotz
- Freno neumático: Vacío a compresión
- Areneros (número): 4
- Sistema de hombre muerto: Brissonneau & Lotz
- Fabricante de los lubrificadores de verdugos: Lubrovia
- Fabricante y tipo de registrador de velocidad: Hasler 1201-1215 RBM / 1216-1225

### Características de funcionamiento
- Velocidad máxima: 80 km/h[4]
- Esfuerzo de tracción:
  - En arranque: 16 000 kg (U=0,25)
  - En regime continuo: 12 200 kg
  - Velocidad correspondiente a régimen continuo: 13 km/h
  - Esfuerzo de tracción a velocidad máxima: 1800 kg
- Freno dinámico: **Esfuerzo máximo de las ruedas: No tiene 
  - Velocidad correspondiente: No tiene

### Pesos
- Pesos (vacío) (T):
  - Motor diesel: 4,30
  - Generador principal: 3,70
  - Motor de tracción: 2,30
  - Bogies completos: 2 x 14
  - Total: 38,30
- Pesos (aprovisionamientos) (T):
  - Combustíble: 2,500
  - Aceite de diesel: 0,133
  - Água de refrigeración: 0,365
  - Arena: 0,450
  - Personal y herramientas: 0,200
  - Total: 3,648
- Pesos (total) (T):
  - Peso en vacío: 61,10
  - Peso en marcha: 64,70
  - Peso máximo: 64,70

### Motor diesel de tracción

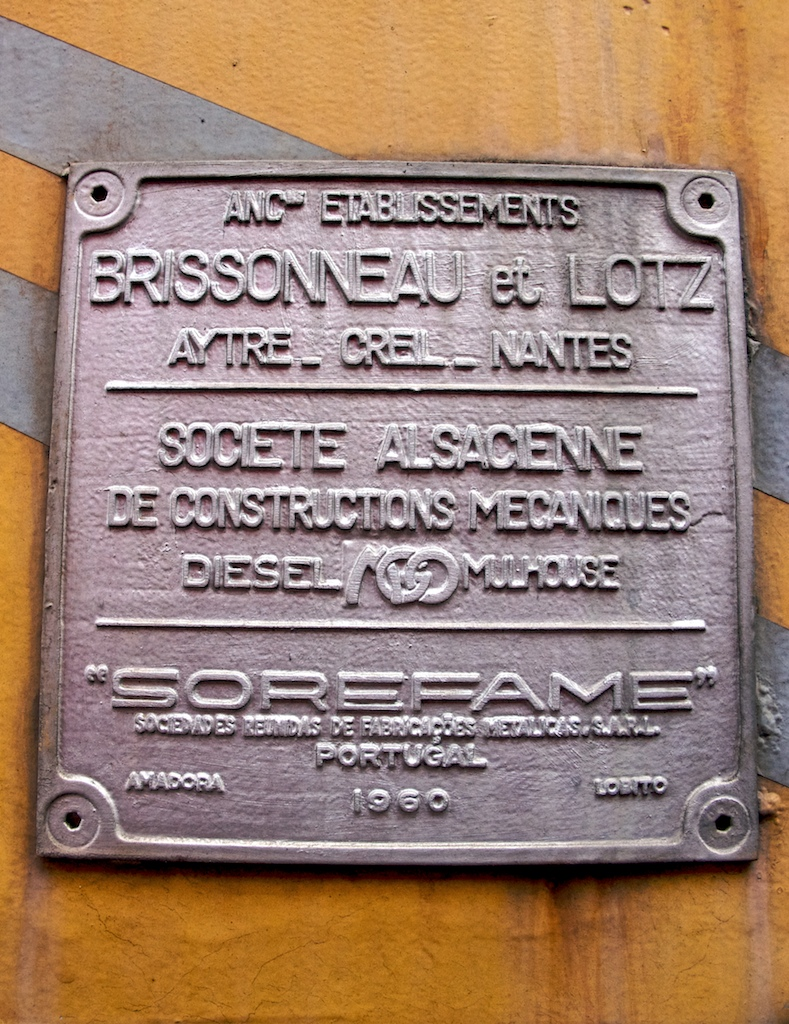
Pormenor de la placa de los fabricantes, fijada en una locomotora de la antigua Serie 1200.

- Fabricante: Société Alsacienne de Constructions Mécaniques
- Cantidad: 1
- Tipo: M.G.El.V 12 ASHR
- Número de tiempos: 4
- Disposición y número de cilindros: 12 v
- Diámetro y curso: 175x180/192 mm
- Cilindrada total: 54 I
- Sobrealimentación: Si
- Potencia nominal (U. I. C.): 825 cv[3]
- Velocidad nominal: 1500 rpm
- Potencia de utilización: 825 cv

### Transmisión de movimiento
- Fabricante: Société Alsacienne de Constructions Mécaniques
- Tipo: 1 - Generador CC B.L. 668 - 31; 4 - Motores de Tracción 453 - 29
- Características esenciales: Suspensión por el morro; ventilación forzada; relación de engranajes: 69:16

### Equipamiento de calentamiento eléctrico
- Constructor: No tiene
- Características esenciales: No tiene

## Lista de material (2001)[2]
- 1201: En servicio
- 1202: Retirada
- 1203: Aparcada
- 1204: Retirada (prevista la integración en el Museo Nacional Ferroviario
- 1205: Aparcada
- 1206: Aparcada
- 1207: Aparcada
- 1208: En servicio
- 1209: Retirada
- 1210: En servicio
- 1211: Aparcada
- 1212: En servicio
- 1213: En servicio
- 1214: En servicio
- 1215: Retirada después de haber sufrido un accidente junto a Estômbar, en la Línea del Algarve
- 1216: Aparcada
- 1217: En servicio
- 1218: En Servicio
- 1219: Retirada
- 1220: En servicio
- 1221: En servicio
- 1222: Aparcada
- 1223: Aparcada
- 1224: En servicio
- 1225: En servicio